# Drepanocladus austro-fluitans
Drepanocladus austro-fluitans är en bladmossart som beskrevs av Brotherus och Jean Édouard Gabriel Narcisse Paris 1909. Drepanocladus austro-fluitans ingår i släktet krokmossor, och familjen Amblystegiaceae. Inga underarter finns listade i Catalogue of Life.